# 蘇爾特省
蘇爾特省（阿拉伯语：‎）是利比亞的一個省，位於該國北部，北臨地中海。面積77,660平方公里。2003年人口156,389人。首府蘇爾特。
1. ↑  . statoids.com.   [27 October 2009].